# Wysoki Staw (Szczecin)
Wysoki Staw (do 1945 niem. Weihenest Teich, pot. Murowaniec) – staw polodowcowy we Wzgórzach Warszewskich w Szczecinie w dzielnicy Północ (północno-wschodnie Warszewo przy granicy z Bukowem) na terenie zespołu przyrodniczo-krajobrazowego "Wodozbiór".
Pierwszy szczeciński drewniany wodociąg od 1578 roku doprowadzał wodę z Wysokiego Stawu dla mieszkańców Rossmarktu i ul. Wielkiej Tumskiej. Od samego początku jej istnienia (15 sierpnia 1732) zasilał także fontannę Orła Białego. Zniszczony został podczas wojen napoleońskich w 1813 roku. Około roku 1910 woda z Wysokiego Stawu ponownie zaopatrywała mieszkańców Szczecina. Zmienione zostało wówczas otoczenie stawu – otoczono go murem (stąd pochodzi nazwa potoczna) i wybudowano hydrosystem  transportujący wodę; do 1914 roku wybudowano dwie zachowane do czasów współczesnych wieże ciśnień: na północno-wschodnim i południowym brzegu akwenu.